# Río Intag
Der Río Intag ist ein 29,5 km langer rechter Nebenfluss des Río Guayllabamba im Nordwesten von Ecuador. Einschließlich seiner Quellflüsse Río Apuela und Río Piñán hat der Fluss eine Gesamtlänge von mehr als 70 km.

## Flusslauf
Der Río Intag entsteht am Zusammenfluss von Río Piñán (links) und Río Cristopamba (rechts) in der Cordillera Occidental (ecuadorianische Westkordillere). Die Stelle befindet sich 2 km südwestlich von Apuela sowie einen Kilometer östlich von Peñaherrera im Westen der Provinz Imbabura auf einer Höhe von etwa 1443 m. Der Río Intag fließt in überwiegend südwestlicher Richtung durch das Bergland und nimmt dabei mehrere Nebenflüsse auf: Río Nangulví, Río San Pedro und Río Aguagrun von rechts sowie im Anschluss Río Quinde und Río Pamplona von links. Auf seinen letzten 7,5 km, unterhalb der Einmündung des Río Pamplona, fließt der Río Intag nach Westen und bildet dabei die Grenze zur südlich gelegenen Provinz Pichincha. Er trifft schließlich auf den von Osten heranströmenden Río Guayllabamba. 
Der Río Intag entwässert eine fruchtbare Tallandschaft, auch bekannt als Valle del Intag, im Westen des Kantons Cotacachi, das im Nordosten von dem Vulkan Cotacachi (4944 m) und im Norden von dem Berg Yanahurco de Piñán (4535 m) eingerahmt wird.